# Solanum acutilobum
Solanum acutilobum är en potatisväxtart som beskrevs av Michel Félix Dunal. Solanum acutilobum ingår i släktet skattor som ingår i familjen potatisväxter. Inga underarter finns listade i Catalogue of Life.